# Miss Slovenije 2021
Miss Slovenije 2021 je bilo slovensko lepotno tekmovanje, ki je potekalo 27. junija 2021 v Občini Hrastnik.
Tekmovalo je 15 finalistk, ki so bile izbrane že leta 2020. Predstavile so se v treh izhodih, najprej v jami rudnika Hrastnik, nato v bukvarni Zmajeva luknja (Dol pri Hrastniku), potem pa še v kompresorski postaji rudnika Hrastnik, kjer so razglasili zmagovalko, ki se je tako uvrstila na tekmovanje za miss sveta 16. decembra v Portoriku, poleg tega pa je postala še ambasadorka Tosamine blagovne znamke ženskih higienskih izdelkov Jasmin in projekta S teboj lahko Varstveno delovnega centra (VDC) Zasavje.
Aluminijasto tiaro s simboli Občine Hrastnik (brušeno steklo in premog) je oblikovala Tinkara Smolar, 1. spremljevalka Miss Slovenije 2019 in dipl. inženirka materialov. Medijski partner so bile Slovenske novice. Uradne fotografije finalistk je Dejan Nikolič posnel v glavni strojnici rudnika Hrastnik. 
Zaradi epidemioloških ukrepov so bili lahko med gledalci le po dva družinska člana tekmovalk. Prenos v živo je potekal preko uradne Facebook strani.
Prireditev je vodila Maja Zupan, miss Slovenije 2017.

### Uvrstitve
- Zmagovalka: Maja Čolić, 21 let, Ribnica, študentka ekonomije[1]
- 1. spremljevalka: Lina Jenšac, 19 let, Pragersko, dijakinja 4. letnika II. gimnazije Maribor[2]
- 2. spremljevalka: Neža Simčič, 24 let, Razdrto pri Postojni, delavka na družinski turistični kmetiji[3]
- miss fotogeničnosti: Vladlena Salyayeva, Celje, 20 let, aranžerska tehnica in študentka drugega letnika fakultete za dizajn v Trzinu[4]
- miss osebnosti: Klavdija Kastelic, 22 let, Šentpavel, študentka fakultete za organizacijske vede in predsednica komisije za mladinska vprašanja v občini Ivančna Gorica[5]
- miss Slovenskih novic: Dea Sofia Irmančnik, 20 let, Šmartno ob Dreti, dijakinja srednje zdravstvene šole v Celju[3]
- ambasadorka modne znamke More than Beauty: Klavdija Čakš, Šmarje pri Jelšah, 21 let, pomočnica vzgojiteljice predšolskih otrok in študentka Pedagoške fakultete v Mariboru[6]
- obraz kozmetične znamke Essentiq: Anela Bećiragić, 21 let, Ljubljana, pomočnica vzgojiteljice predšolskih otrok in kozmetičarka[3]

### Žirija
V žiriji so sedeli Jure Knez (solastnik podjetja Dewesoft), Mojca Šimic Šolinc (direktorica Tosame), Valerij Arakelov (lastnik in direktor Rimskih term), Marko Funkl (župan občine Hrastnik) in Špela Alič (miss Slovenije 2019).

### Glasbeni gostje
Nastopili so Miran Rudan, Nuša Derenda, Rudarska godba Hrastnik, glasbena skupina Pižoni (KUD Veter) in Sašo Gačnik - Svarogov (v posnetku).

## Aktivnosti polfinalistk in finalistk
Med sponzorskimi obveznostmi polfinalistk so bile izdelava pirhov za natečaj Slovenskih novic in izdelava oblek iz Tosaminih organskih ženskih higienskih izdelkov za nastop v polfinalu 25. junija 2020. Finalistke so bile med drugim animatorke v Rimskih termah, kjer so tudi tekmovale v peki sladic, obiskale so vodeno razstavo Ko zapoje kovina - Tisočletja metalurgije na Slovenskem v Narodnem muzeju Slovenije, izdelale so svoj poslovni načrt v podjetju Dewesoft in intervjujale uporabnike toplotne črpalke podjetja Kronoterm.